# Vicente Arraya
Vicente Arraya (ur. 25 stycznia 1922 w Oruro, zm. 21 listopada 1992) – boliwijski piłkarz, reprezentant kraju. Podczas kariery piłkarskiej występował na pozycji bramkarza.

## Kariera piłkarska
Karierę piłkarską Vicente Arraya rozpoczął w klubie Feroviario La Paz w 1937. W latach 1944–1945 występował w Argentynie w klubie Atlanta Buenos Aires. W 1945 powrócił do Feroviario, w którym grał do 1951, kiedy to zakończył karierę.

## Kariera reprezentacyjna
Vicente Arraya występował w reprezentacji Boliwii w latach 1938–1950. W 1945 roku wziął udział w Copa América na której Boliwia zajęła szóste, przedostatnie miejsce a Arraya wystąpił we wszystkich sześciu meczach turnieju z: Argentyną, Chile, Brazylią, Ekwadorem, Urugwajem i Kolumbią.
W 1946 roku wziął udział w Copa América na której Boliwia zajęła szóste, ostatnie miejsce a Arraya wystąpił we wszystkich pięciu meczach turnieju z Brazylią, Argentyną, Paragwajem, Urugwajem i Chile. 
W 1947 roku po raz trzeci wziął udział w Copa América na której Boliwia zajęła siódme, przedostatnie miejsce a Arraya wystąpił w pięciu meczach turnieju z Ekwadorem, Argentyną, Urugwajem, Kolumbią i Paragwajem. 
W 1949 roku po raz czwarty wziął udział w Copa América na której Boliwia zajęła czwarte miejsce a Arraya wystąpił w czterech meczach turnieju z Brazylią, Urugwajem, Ekwadorem i Paragwajem.
W 1950 wziął udział w mistrzostwach świata, gdzie był rezerwowym i nie wystąpił w jedynym meczu Boliwii z Urugwajem. Ogółem w latach 1938–1950 wystąpił w reprezentacji w 26 spotkaniach.

## Kariera trenerska
Vicente Arraya po zakończeniu kariery piłkarskiej został trenerem. W 1959 roku został selekcjonerem reprezentacji Boliwii i poprowadził ją na Copa América 1959. Na tym turnieju Boliwii zajęła siódme, ostatnie miejsce, jeden mecz remisując i pięciokrotnie przegrywając.